# Spoorlijn Alsen - Lägerdorf
De spoorlijn Alsen - Lägerdorf is een Duitse spoorlijn in Sleeswijk-Holstein en is als spoorlijn 1218 onder beheer van DB Netze.

## Geschiedenis
Het traject werd door de Deutsche Bahn geopend op 19 november 1951.

## Treindiensten
De lijn is alleen in gebruik voor goederenvervoer naar de Holcim-cementfabriek.

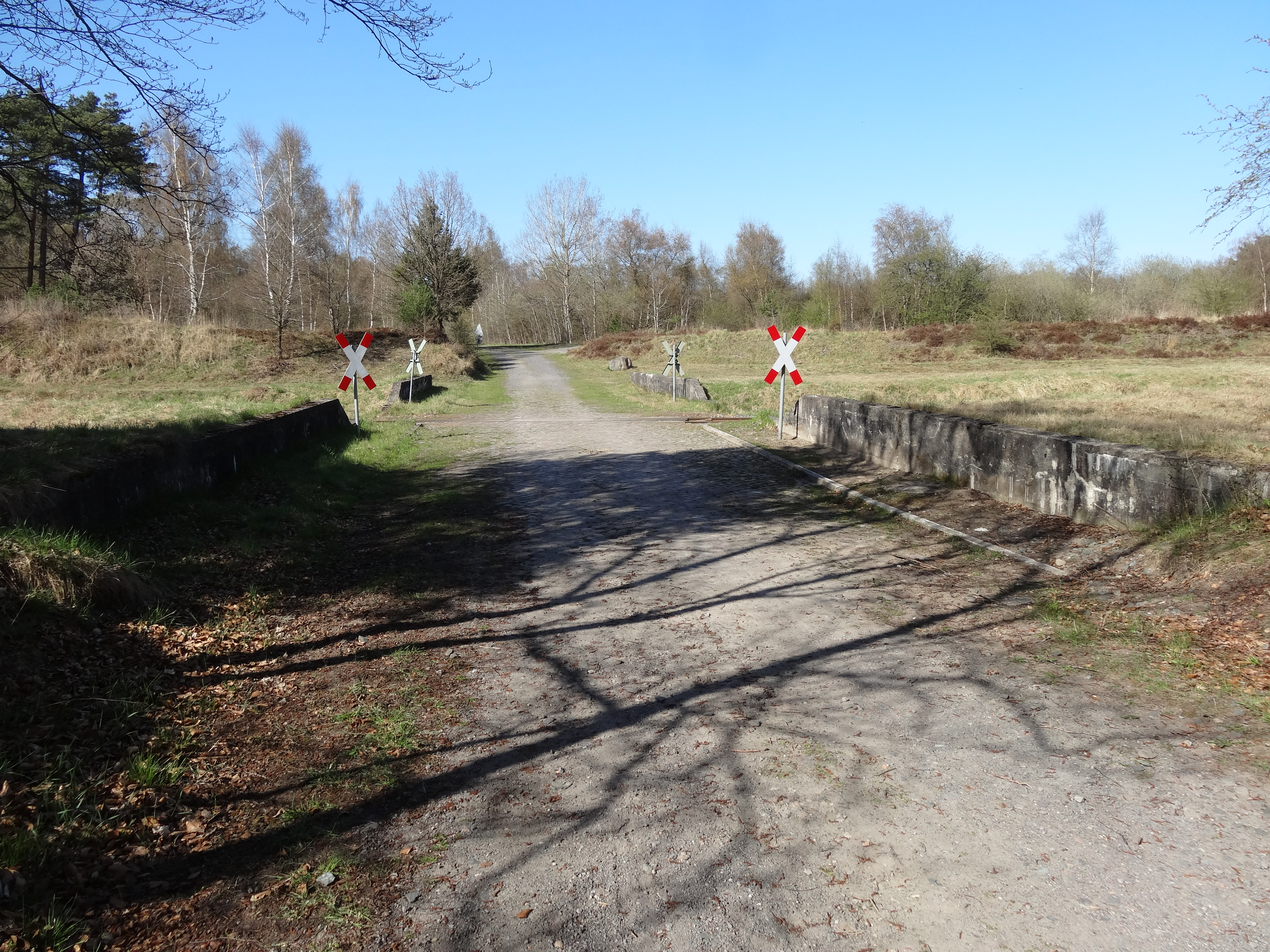
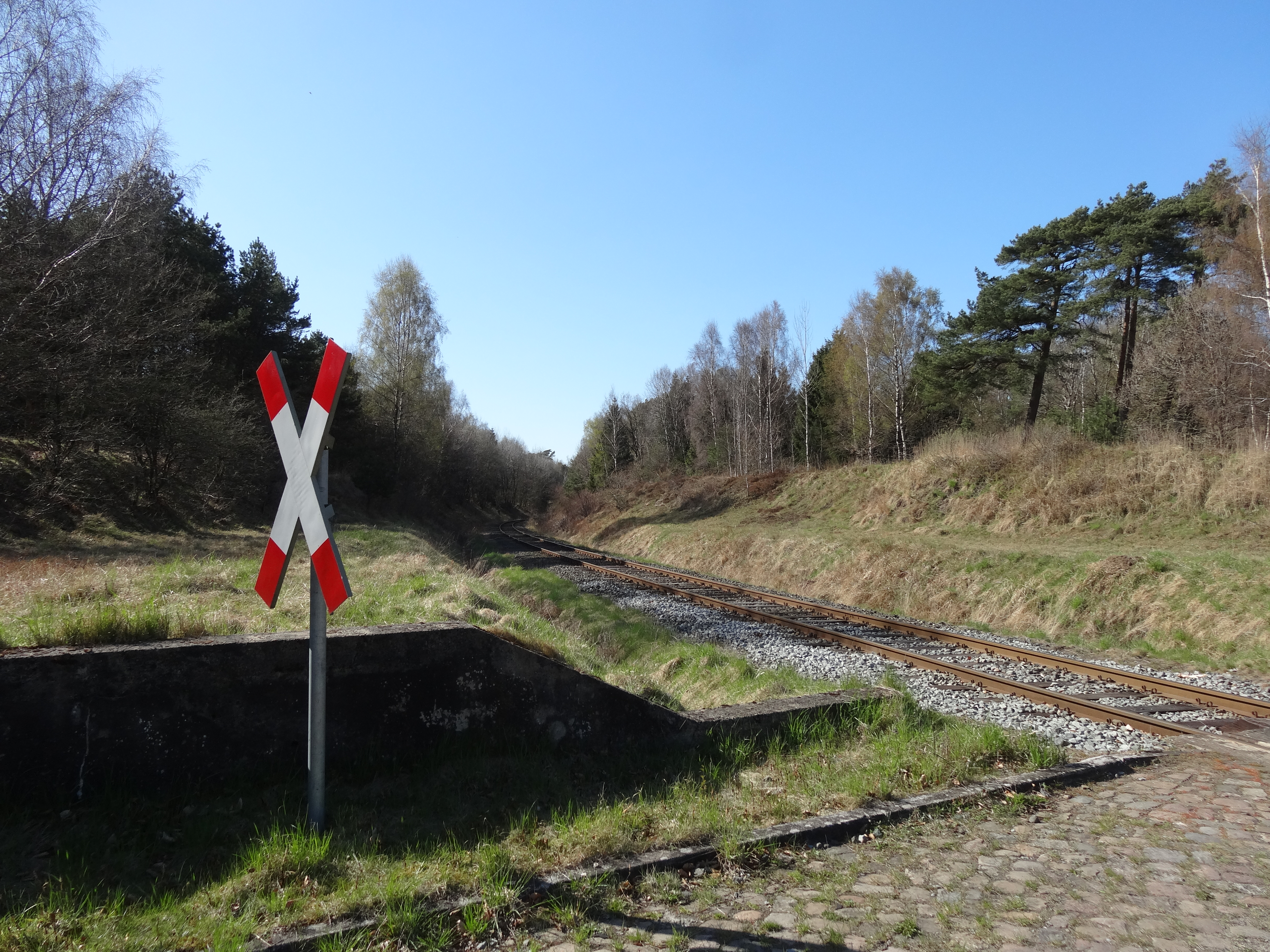
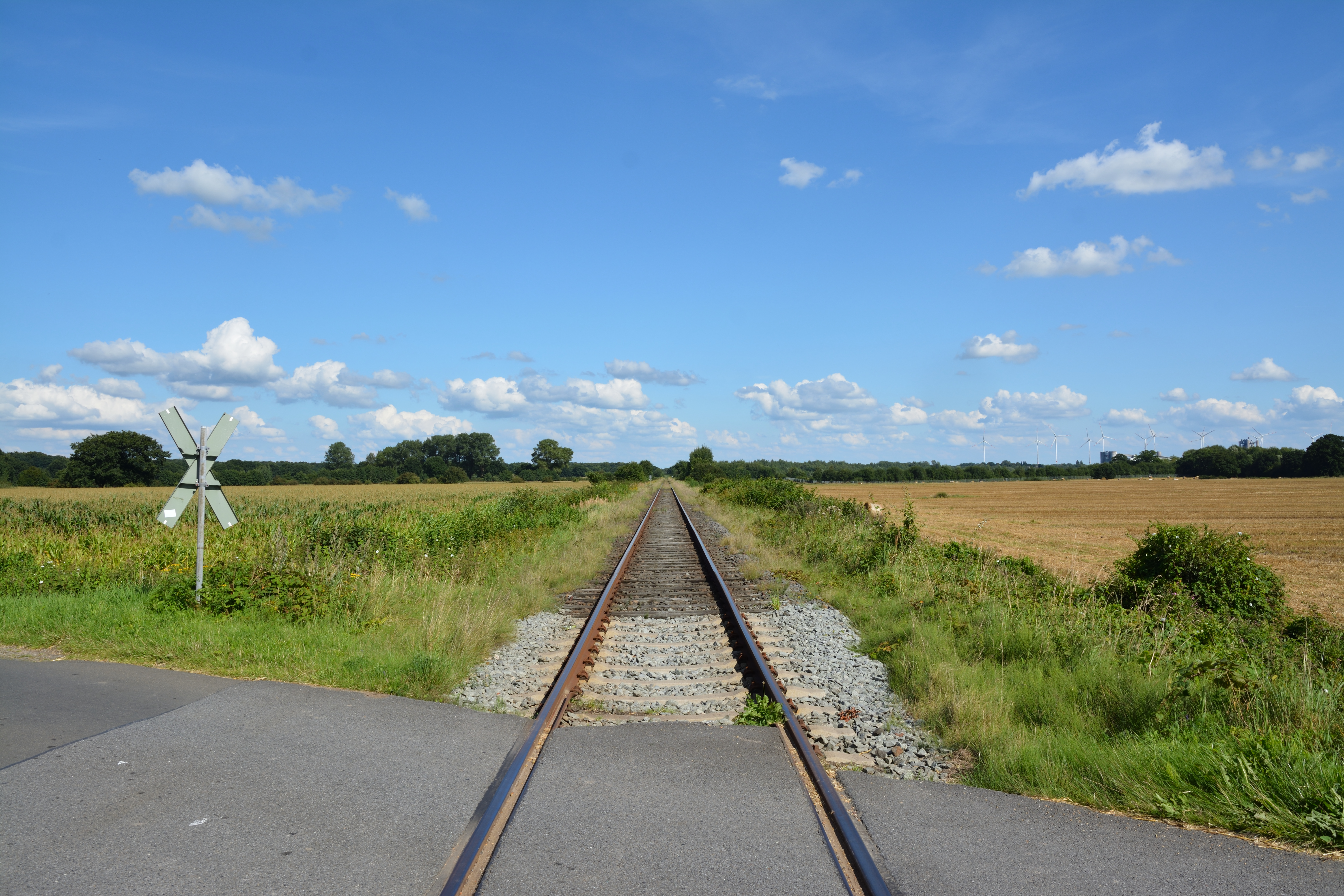
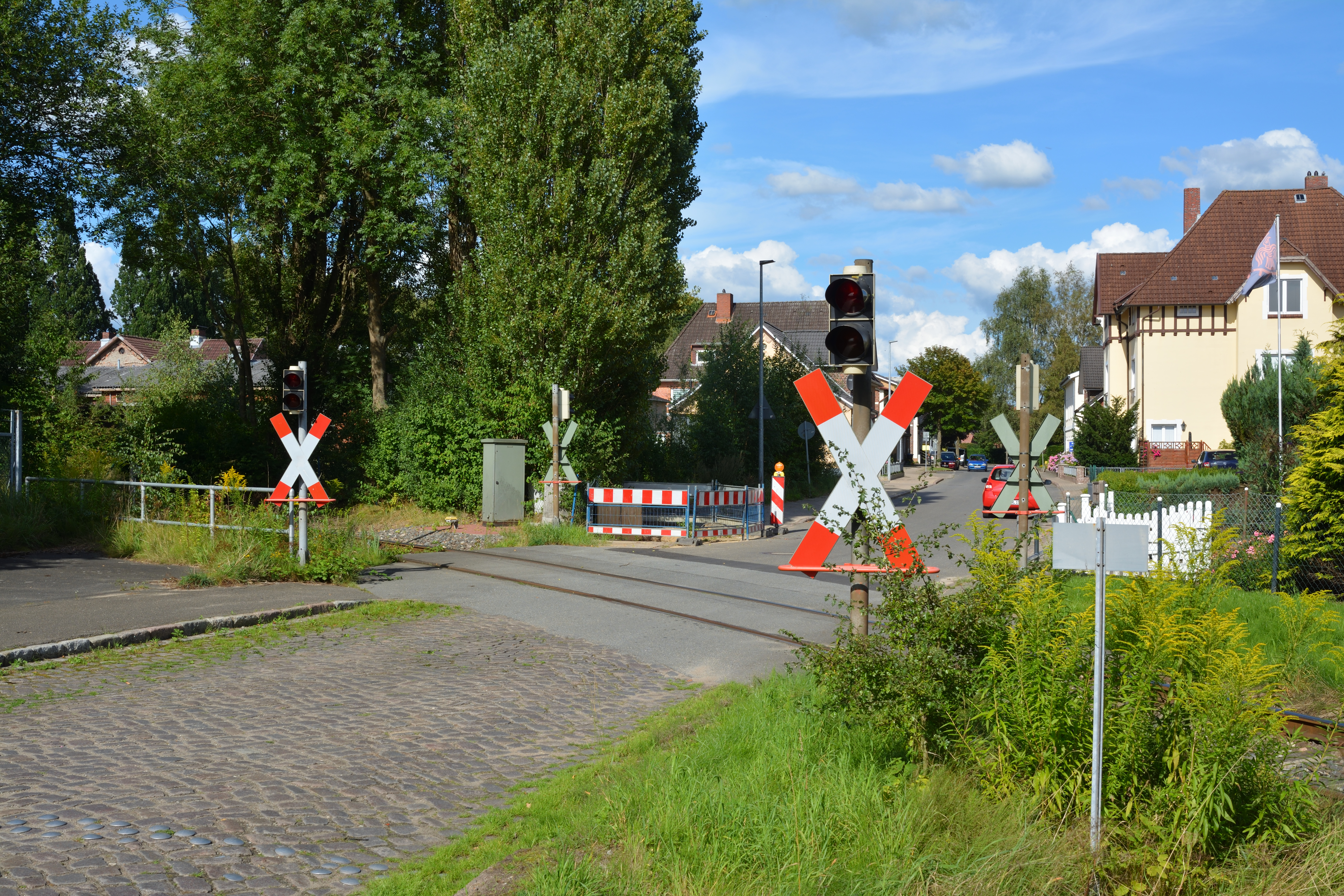

## Aansluitingen
In de volgende plaats is er een aansluiting op de volgende spoorlijn:
Alsen
DB 1210, spoorlijn tussen Elmshorn en Westerland